# Décès en février 2012
Décès
- 2008
- 2009
- 2010
- 2011
- 2012
- 2013
- 2014
- 2015
- 2016

Pour une information complémentaire, voir la page d'aide.

## Février 2012
| Date        | Nom                             | Activités | Âge  | Source |
| ----------- | ------------------------------- | --- | ---- | ------ |
| 1er février | Paul Consbruch (de)             | Prélat catholique allemand, évêque auxiliaire de Paderborn.                                                                                 | 71   | (de)   |
| 1er février | Don Cornelius                   | Animateur de télévision américain. | 75   |        |
| 1er février | Angelo Dundee                   | Entraîneur américain en boxe anglaise (de Mohammed Ali…).                                                                                   | 90   |        |
| 1er février | Ladislav Kuna                   | Joueur et entraîneur slovaque de football.                                                                                                  | 64   | (cs)   |
| 1er février | Ingolf Mork                     | Sauteur à ski norvégien. | 64   | (no)   |
| 1er février | Lutz Philipp (de)               | Athlète allemand. | 71   | (de)   |
| 1er février | Gilbert Poirot                  | Sauteur à ski français. | 67   |        |
| 1er février | Wisława Szymborska              | Poétesse polonaise, Prix Nobel de littérature 1996.                                                                                         | 88   |        |
| 2 février   | Elwyn Friedrich (it)            | Joueur de hockey sur glace suisse. | 78   | (de)   |
| 2 février   | Nassib Lahoud                   | Homme politique libanais. | 68   | (en)   |
| 3 février   | John Christopher                | Écrivain britannique de science-fiction (Samuel Youd).                                                                                      | 89   | (en)   |
| 3 février   | Ben Gazzara                     | Acteur, réalisateur et scénariste américain.                                                                                                | 81   | (en)   |
| 3 février   | Raj Kanwar                      | Réalisateur, producteur et scénariste indien de Bollywood.                                                                                  | 50   | (en)   |
| 3 février   | Zalman King                     | Producteur, scénariste, acteur, réalisateur et directeur de la photographie américain.                                                      | 69   | (en)   |
| 3 février   | Karlo Maquinto (en)             | Boxeur philippin. | 21   | (en)   |
| 4 février   | István Csurka                   | Homme politique, journaliste et écrivain hongrois.                                                                                          | 77   |        |
| 4 février   | Hubert Leitgeb                  | Biathlète italien, double champion du monde.                                                                                                | 46   | (de)   |
| 4 février   | Livio Minelli (en)              | Boxeur italien. | 85   | (en)   |
| 4 février   | Pierre Rouanet                  | Évêque français, évêque de Daola en Côte d'Ivoire de 1956 à 1975                                                                            | 94   |        |
| 4 février   | János Sebestyén                 | Organiste et claveciniste hongrois. | 80   |        |
| 5 février   | Christian Blachas               | Journaliste, écrivain, chef d'entreprise, présentateur et producteur de télévision français, créateur de culture pub.                       | 65   |        |
| 5 février   | Sam Coppola                     | Acteur américain. | 79   | (en)   |
| 5 février   | Bill Hinzman (en)               | Acteur américain. | 75   |        |
| 5 février   | Fernando Lanhas                 | Peintre et architecte portugais. | 88   |        |
| 5 février   | Laurence Louppe                 | Historienne de la danse française. | 74   |        |
| 6 février   | Yasuhiro Ishimoto               | Photographe américano-japonais. | 90   | (de)   |
| 6 février   | Peter Breck                     | Acteur américain. | 82   | (en)   |
| 6 février   | Noel Kelehan                    | Chef d'orchestre irlandais | 76   |        |
| 6 février   | Juan Lezcano                    | Footballeur paraguayen. | 74   | (es)   |
| 6 février   | Antoni Tàpies                   | Peintre et sculpteur espagnol. | 88   |        |
| 7 février   | Danny Clyburn (en)              | Joueur américain de baseball. | 37   | (en)   |
| 7 février   | Devy Erlih                      | Violoniste français. | 83   |        |
| 7 février   | Harry Keough                    | Joueur et entraîneur américain de football.                                                                                                 | 84   | (en)   |
| 8 février   | Luis Alberto Spinetta           | Musicien argentin. | 62   |        |
| 8 février   | Philip Bruns                    | Acteur américain | 80   | (en)   |
| 8 février   | Giangiacomo Guelfi              | Baryton italien | 87   |        |
| 8 février   | Lew Hitch                       | Joueur américain de basket-ball | 82   | (en)   |
| 8 février   | Franca Maï                      | Romancière, actrice et productrice française.                                                                                               | 52   |        |
| 8 février   | Enrique Moreno (en)             | Footballeur espagnol. | 48   | (es)   |
| 8 février   | Laurent Perrin                  | Réalisateur et scénariste français. | 56   |        |
| 9 février   | René Besse                      | Footballeur français | 90   |        |
| 9 février   | Jill Kinmont Boothe (en)        | Skieur américain | 75   | (en)   |
| 9 février   | Don Panciera (en)               | Joueur de football américain | 84   | (en)   |
| 10 février  | Jacques D'Hondt                 | Philosophe et résistant français. | 91   |        |
| 10 février  | Bertina Lopes                   | peintre et sculptrice mozambicaine. | 87   |        |
| 10 février  | Ivan Pravilov (en)              | Joueur urkrainien de hockey sur glace. | 48   | (en)   |
| 11 février  | Whitney Houston                 | Chanteuse américaine. | 48   |        |
| 12 février  | Malcolm Devitt (en)             | Joueur de football anglais. | 75   | (en)   |
| 12 février  | David Kelly                     | Acteur irlandais. | 82   | (en)   |
| 13 février  | Frank Braña                     | Acteur espagnol | 77   | (es)   |
| 13 février  | Eamon Deacy                     | Footballeur irlandais | 53   | (en)   |
| 13 février  | Sophie Desmarets                | Actrice française | 89   |        |
| 13 février  | Sansón                          | Footballeur espagnol | 87   | (es)   |
| 13 février  | Freddie Solomon                 | Joueur de football américain | 59   | (en)   |
| 13 février  | Jean-Pierre Spiero              | Réalisateur français de télévision. | 74   |        |
| 13 février  | Jodie Christian                 | Pianiste de jazz américain | 80   |        |
| 14 février  | Henri Delauze                   | Ingénieur français, fondateur de la Comex                                                                                                   | 82   |        |
| 14 février  | Tonmi Lillman                   | Batteur de hard rock/heavy metal finlandais                                                                                                 | 38   |        |
| 14 février  | René « VDB » Van Droogenbroeck  | Aïkidoka français. | 71   |        |
| 15 février  | Charles Anthony (en)            | Ténor américain. | 82   | (en)   |
| 15 février  | Jacques Duby                    | Acteur français. | 89   |        |
| 15 février  | Elyse Knox                      | Actrice américaine parue dans des films de série B des années 1940.                                                                         | (en) |        |
| 16 février  | Duško Antunović                 | Joueur yougoslave, puis entraîneur croate de water-polo.                                                                                    | 64   | (en)   |
| 16 février  | Chikage Awashima                | Actrice japonaise | 87   | (en)   |
| 16 février  | Gary Carter                     | Joueur américain de baseball. | 57   |        |
| 16 février  | Sir Baddeley Devesi             | Premier Gouverneur général des Îles Salomon (de 1978 à 1988).                                                                               | 70   | (en)   |
| 16 février  | Anthony Shadid                  | Journaliste américain, correspondant de guerre.                                                                                             | 43   |        |
| 16 février  | Félicien Wolff                  | Compositeur et organiste français. | 98   |        |
| 17 février  | Moussa Hanoun                   | footballeur international marocain. | 73   |        |
| 17 février  | Geneviève Pastre                | Poétesse française, militante du lesbianisme.                                                                                               | 87   |        |
| 18 février  | Roald Aas                       | Patineur de vitesse norvégien, médaillé d'or aux Jeux olympiques d'hiver de 1960 et médaillé de bronze aux Jeux olympiques d'hiver de 1952. | 83   | (no)   |
| 18 février  | George Brizan                   | Homme politique grenadin, premier ministre de Grenade de février à juin 1995.                                                               | 69   | (en)   |
| 18 février  | Zvezdan Čebinac                 | Joueur de football serbe. | 72   | (sr)   |
| 18 février  | Elizabeth Connell               | Soprano sud-africaine | 65   |        |
| 18 février  | Thomas Langhoff (de)            | Metteur en scène allemand | 73   |        |
| 19 février  | Ruth Barcan Marcus              | Philosophe et logicienne américaine. | 90   | (en)   |
| 19 février  | Renato Dulbecco                 | Virologue italien, prix Nobel de physiologie ou médecine en 1975.                                                                           | 97   |        |
| 19 février  | So Man-sul                      | Coréen Zainichi, ancien président du Comité central exécutif de la Chongryon.                                                               | 84   | (ja)   |
| 19 février  | Frits Staal                     | Philosophe néerlandais. | 81   | (en)   |
| 20 février  | Knut Torbjørn Eggen (en)        | Joueur de football norvégien. | 51   |        |
| 21 février  | Pierre Juneau                   | Haut fonctionnaire canadien, président de la société Radio-Canada (1983-1989).                                                              | 89   |        |
| 21 février  | Nikolaï Kolumbet                | Coureur cycliste soviétique | 78   | (ru)   |
| 22 février  | Marie Colvin                    | Journaliste américaine. | 56   |        |
| 22 février  | Mike Melvoin                    | Pianiste américain de jazz. | 74   | (en)   |
| 22 février  | Rémi Ochlik                     | Photographe de guerre français. | 28   |        |
| 22 février  | Enzo Sellerio                   | Photographe et éditeur italien. | 88   | (it)   |
| 23 février  | Yannick Zicot                   | Animateur de télévision français. | 33   |        |
| 24 février  | István Anhalt                   | Compositeur hongro-canadien. | 92   |        |
| 24 février  | Maria Adelaide de Bragança (pt) | Infante de Portugal, petite fille de Michel Ier de Portugal.                                                                                | 100  | (pt)   |
| 25 février  | Maurice André                   | Trompettiste français. | 78   |        |
| 25 février  | Philippe Destribats             | Joueur français de rugby à XV. | 56   |        |
| 25 février  | Richard Gedopt                  | Footballeur belge. | 95   | (nl)   |
| 25 février  | Red Holloway (en)               | Saxophoniste américain de jazz. | 84   | (en)   |
| 25 février  | Erland Josephson                | Acteur suédois | 88   |        |
| 25 février  | Louisiana Red                   | Guitariste et chanteur américain de blues.                                                                                                  | 79   | (en)   |
| 26 février  | Árpád Fekete (en)               | Joueur et entraîneur de football hongrois.                                                                                                  | 90   | (es)   |
| 26 février  | Alphonse Rolland                | Joueur et entraîneur de football français.                                                                                                  | 92   |        |
| 27 février  | Chantal Jolis                   | Animatrice de radio canadienne. | 64   |        |
| 27 février  | Armand Penverne                 | Footballeur français. | 85   |        |
| 28 février  | Jaime Graça                     | Footballeur portugais. | 70   | (pt)   |
| 28 février  | Charles Le Bars                 | Peintre, sculpteur et graveur français. | 86   |        |
| 29 février  | Davy Jones                      | Chanteur, acteur et scénariste britannico-américain, membre du groupe pop-rock américain The Monkees.                                       | 66   | (en)   |